# Conflicte del Sàhara Occidental
El conflicte del Sahara Occidental és un conflicte en curs entre el poble sahrauí i el Front Polisario contra el Regne del Marroc. El conflicte és la continuació de la insurrecció del Polisario contra les forces colonials espanyoles en 1973 i 1975 i la posterior Guerra del Sàhara Occidental entre el Polisario i el Marroc (1975-1991).
Des de l'alto el foc del 1991, el conflicte hat estat dominat per campanyes civils desarmades del Front Polisario i els Territoris Alliberats de la República Àrab Saharauí Democràtica, per obtenir una independència plenament reconeguda de tot el territori del Sàhara Occidental.
El conflicte es va intensificar després de la retirada d'Espanya del Sàhara espanyol, de conformitat amb els Acords de Madrid. Des de 1975, el Front Polisario, amb el suport d'Algèria, va lliurar una guerra de setze anys per la independència contra Mauritània i el Marroc. Al febrer de 1976, el Front Polisario va declarar la creació de la República Àrab Sahrauí Democràtica, que no va ser admesa a les Nacions Unides, però va obtenir un reconeixement limitat per part d'altres països.
Després de l'annexió del Sàhara Occidental pel Marroc i Mauritània el 1976 i la declaració d'independència del Front Polisario, l'ONU va abordar el conflicte mitjançant una resolució que reafirma el dret del poble sahrauí a la lliure determinació. El 1977, França va intervenir una vegada que el conflicte va arribar al seu punt màxim. El 1979, Mauritània es va retirar del conflicte i els territoris, el que va portar a un estancament durant la major part de la dècada de 1980.
Després de diversos compromisos, entre 1989 i 1991, es va assolir un acord d'alto a el foc entre el Front Polisario i el govern marroquí. En aquell moment, la major part del Sàhara Occidental romania sota control marroquí, mentre que el Polisario controlaria aproximadament el 20% del territori en qualitat de la República Àrab Sahrauí Democràtica, amb bosses de control addicionals en els campaments de refugiats sahrauís al llarg de la frontera amb Algèria. Fins als enfrontaments del 2020, les fronteres han romàs en gran part inalterades.
Tot i les múltiples iniciatives de pau durant la dècada de 1990 i principis dels 2000, el conflicte va ressorgir amb la Intifada de la Independència el 2005; una sèrie de disturbis, manifestacions i motins, que van esclatar al maig de 2005, a parts controlades pel Marroc al Sàhara Occidental, i van durar fins a novembre d'aquell mateix any.

Mapa del mur marroquí en el Sahara Occidental, construït en diverses etapes. el Marroc controla l'oest i el Polisario, les àrees de l'est i el sud (groc); al llarg de la línia d'alt al foc (1991).

A finals de 2010, es van reprendre les protestes en el camp de refugiats de Gdeim Izik al Sàhara Occidental. Encara que les protestes van ser inicialment pacífiques, més tard es van caracteritzar per enfrontaments entre civils i forces de seguretat, el que va resultar en dotzenes de baixes en ambdós costats. Una altra sèrie de protestes començarien el 26 de febrer de 2011, com a reacció a el fracàs de la policia per evitar el saqueig antisaharaui a la ciutat de Dajla; aquestes protestes eren part de la Primavera Àrab i prompte s'estendrien per tot el territori. Encara que les manifestacions esporàdiques van continuar en gran manera, el moviment disminuiria cap a maig de 2011.
Fins a la data, gran part de l'Sàhara Occidental està controlat pel govern marroquí, que l'anomena Províncies Meridionals, mentre que al voltant del 20% al 25% del territori de l'Sàhara Occidental continua sent controlat per la República Àrab Sahrauí Democràtica, un estat amb reconeixement internacional limitat. La qüestió del reconeixement mutu, l'establiment d'un possible estat sahrauí i la gran quantitat de refugiats sahrauís desplaçats pel conflicte es troben entre els principals problemes del procés de pau.
El 14 de novembre de 2020, Brahim Gali, president de la República Àrab Saharauí Democràtica (RASD), va anunciar que consideraven trencat l'alto el foc amb el Marroc de 1991 i va declarar l'estat de guerra després dels moviments de l'exèrcit marroquí dels dies anteriors, que s'havia desplegat a Guerguerat, a l'extrem sud de la RASD, per acabar amb la protesta pacífica que mantenien des de feia tres setmanes manifestants sahrauís del Front Polisario. Els manifestants exigien el tancament del pas fronterer de Guerguerat, il·legal segons el Front Polisario, i que l'ONU complís amb el compromís de 1988 de fer un referèndum d'autodeterminació per al Sàhara Occidental. Aquests fets van desembocar en nous enfrontaments armats entre el Front Polisario i l'exèrcit del Marroc.

## Geografia

### Ubicació
El Sàhara Occidental és un territori situat a l'Àfrica, més concretament a la regió designada tradicionalment com a Magrib.
Dins d'aquest conjunt, el Sàhara Occidental té obertura cap al mar. Més concretament, del costat oest, desemboca just al mar Atlàntic.
Una situació geogràfica d'aquesta mena el torna un territori privilegiat perquè pot comerciar amb el continent americà, així com amb les Illes Canàries, és a dir, amb la Unió Europea.
A més d'això, cal comptar amb què la seva ubicació ha estat durant molt de temps el primer passatge en direcció de l'Àsia. Juntament amb el Marroc, tots dos territoris són una zona estratègica per a operacions militars.
Els principals ports marítims són Dakhla i Al-Aaiun. El primer se situa a la costa sud i el segon a la costa nord a tocar o en camí de les Illes Canàries. El territori es troba connectat a la resta del món mitjançant l'aeroport de Dakhla i Al-Aaiun que deixen operar la companyia francesa de vols Transavia, filial d'Air France.

### Situació política
Políticament el Sàhara Occidental es troba envoltat per diversos estats que són reconeguts internacionalment per l'Organització de les Nacions Unides.
De la banda oest, fa frontera amb les Illes Canàries, que són propietat del regne d'Espanya. De la banda est, fa frontera al nord amb el Marroc, a l'est amb Algèria i del costat sud-est amb Mauritània.
Els països de gairebé tot Àfrica reconeixen el Sàhara Occidental com a estat a banda i autodeterminat però no és reconeguda per l'Organització de les Nacions Unides, ni per Espanya, ni el Marroc, ni França, entre més. Per aquest motiu el Sàhara Occidental està ocupat pel Marroc i només la part oriental del sud manté una independència de facto que li permet mantenir relacions diplomàtiques amb veïns seus com Algèria. En aquesta part del territori s'hi ha proclamat la República Àrab Sahrauí Democràtica.
Aquesta situació ens obliga a parlar de dues capitals de facto com són Dakhlar al sud i Al-Aiun al nord.

### Recursos
El territori climàticament es troba en desavantatge. El seu clima és desèrtic, és al tròpic de càncer i el territori es troba al vell mig del Sàhara. L'interès que suscita la RASD és trobar-se amb petroli, fosfat, cuir, or i ferro. Segons que apunta Géopolitis de la televisió pública suïssa, el fosfat de la mina de Bukraa aporta prop de 200 milions de dòlars al Marroc anualment.
A nivell industrial la costa està nodrida d'una bona zona de pesca. Dins el territori hi ha presència de dromedaris, capris i dàtils, fet que només li permet vendre essencialment peix. Militarment és una zona estratègica i això es demostra pels diversos passatges europeus tot a llarg de la història. És justament a les costes sahrauïnes que hi trobem el Cap Bojador en què els primers portuguesos miraren de trobar una ruta alternativa en direcció a la Xina actual.

### Situació social
La llengua oficial és l'àrab i s'hi practica en la seva forma dialectal hassania. El castellà, que és herència de la colonització hispànica del territori, també s'hi parla i és cooficial a la zona de la República Àrab Sahrauí Democràtica.
El Sàhara Occidental compta amb pocs recursos naturals i no posseeix suficients precipitacions com per proveir la majoria de les activitats agrícoles. La seva economia se centra en el pasturatge nòmada, la pesca i l'extracció de fosfats, dels quals constitueix el major jaciment del món. La majoria dels aliments per a la població urbana han de ser importats. Tot el comerç i altres activitats econòmiques són controlats pel govern del Marroc. Els ingressos i estàndards de vida es troben substancialment per sota dels del Marroc. Actualment el 9,8% dels saharauïns viuen a la pobresa (contra el 15% a la resta del Marroc).
Majoritàriament la població és de confessió musulmana. Hi ha una igualtat més important entre homes i dones a nivell jurídic, social i polític que en altres territoris de confessió musulmana. El Sàhara Occidental està habitat per prop de 600.000 habitants a la zona ocupada i per 200.000 més a la zona proclamada independent.

## Antecedents

### Territori de creença musulmana

Imperi almoràvit, segles i.

A l'Edat Mitjana el territori actual del Sàhara Occidental és envaït per exèrcits musulmans que provenien de Medina. La primera invasió del nord d'Àfrica va ser ordenada per Abdallah inb Sa'd, vora l'any 407, amb prop de 20.000 soldats. Marxaren de Medina a l'actual península Aràbiga i continuaren en direcció a Egipte, el passatge pel qual s'uneixen 20.000 soldats.
L'islam va arribar a la zona al segle viii i va tenir un èxit immediat. La llunyania del califat va facilitar la independència de la regió. Els almoràvits, un grup d'estrictes intèrprets de l'Alcorà, sorgits en aquesta regió, van controlar (1053-1147) el nord d'Àfrica i fins i tot l'al-Àndalus, a l'altre costat de l'estret de Gibraltar.
La religió musulmana s'hi practica d'ençà.

### Primeres expedicions europees
La primera expedició coneguda d'un europeu al Sàhara Occidental remunta a l'any 1291 de la mà de Ugolino i Vandino Vivaldi al servei de la monarquia portuguesa. Cerquen un camí alternatiu que els permeti arribar a les anomenades aleshores Ínides (Àsia).
El català Jaume Ferrer sembla haver continuat la pista però desapareix l'any 1346. Se'l menciona al planisferi de Cresques (1375).
Gil Eanes, en representació d'Enric I el Navegador de Portugal, passa el cap Bojador l'any 1434 i torna per explicar-ho. Entre l'any 1434 i 1446 una cinquantena de caravel·les portugueses atenyen el riu Senegal. Els portuguesos s'instal·len i instauren un primer comerç d'or i esclaus.
L'any 1449 Juan de Guzman obté de Castella les terres que anava del cap Ghir fins al cap Bojador. La primera expedició castellana ha d'esperar, però, l'any 1476. A l'expedició s'assenten a Santa Cruz de Mar Pequeña però la seva localització actual és desconeguda tot i que les fonts apunten que es trobava davant les Illes Canàries. S'hi desplega exèrcit i miren de posseir doncs el territori sahrauí.
El desembarcament de Cristòfor Colom a Amèrica fa que la corona es desentengui del Sàhara Occidental i no és fins a l'any 1499 que tornen les expedicions. Tot començant el segle XVI tribus Draa s'organitzen per fer fora els europeus. L'any 1554 el port de Santa Cruz de Cabo de Aguer portuguès és destruït i el port castellà també. Això fa que portuguesos i castellans resolguin portar el seu negoci més enllà del Senegal tot resseguint les costes.
França s'apodera del territori i tot i que l'abandona aviat, Frederic Guillem I de Brandeburg hi posa peu l'any 1685 per cedir-lo l'any 1717 als holandesos. D'ençà i fins a l'any 1728 francesos i holandesos es disputen el territori.

### El Gran Marroc

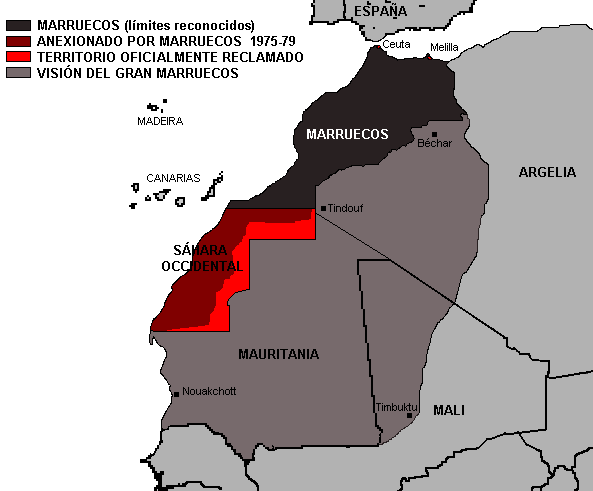
Idea del Gran Marroc

Després de les expedicions europees entre el segle xiii i XVIII, el Sàhara Occidental és pres per la dinastia sadita marroquina i tot seguit per la dels alauites. El territori queda doncs sota domini marroquí de 1541 fins a l'any 1859 on Espanya torna a assetjar-hi amb les tropes.
De tota aquesta ocupació que va durar prop de 300 anys el Marroc estima des dels anys cinquanta i seixanta que té dret a tot el territori que va des de Mauritània, part del nord de Mali i l'oest d'Algèria de conformitat amb els processos de descolonització. La tesi recau sobre la idea que el país té dret legítim a posseir el conjunt de territoris que li varen ser arrabassats durant el protectorat francès i l'època de les colonitzacions.
Concretament contesta els acords colonials del Tractat de Fes. La idea de Gran Marroc la desenvolupa el govern marroquí d'Istiqlal tot seguit a la Guerra de les Arenes.

La guerra de les arenes es va produir entre Algèria i Marroc degut a la idea de Gran Marroc. Es va trobar aleshores recursos minerals en zona que el Marroc considera seva. La guerra es declara tot just quan el Marroc accedeix a la independència. Algèria ja havia establert les seves fronteres i les pretensions marroquines constituïen per a Algèria una agressió. Egipte i Cuba entren igualment en guerra i el conflicte se salda amb prop de 600 morts tots dos bàndols confosos i vora 400 presoners tots dos bàndols confosos.

### Colònia cobejada

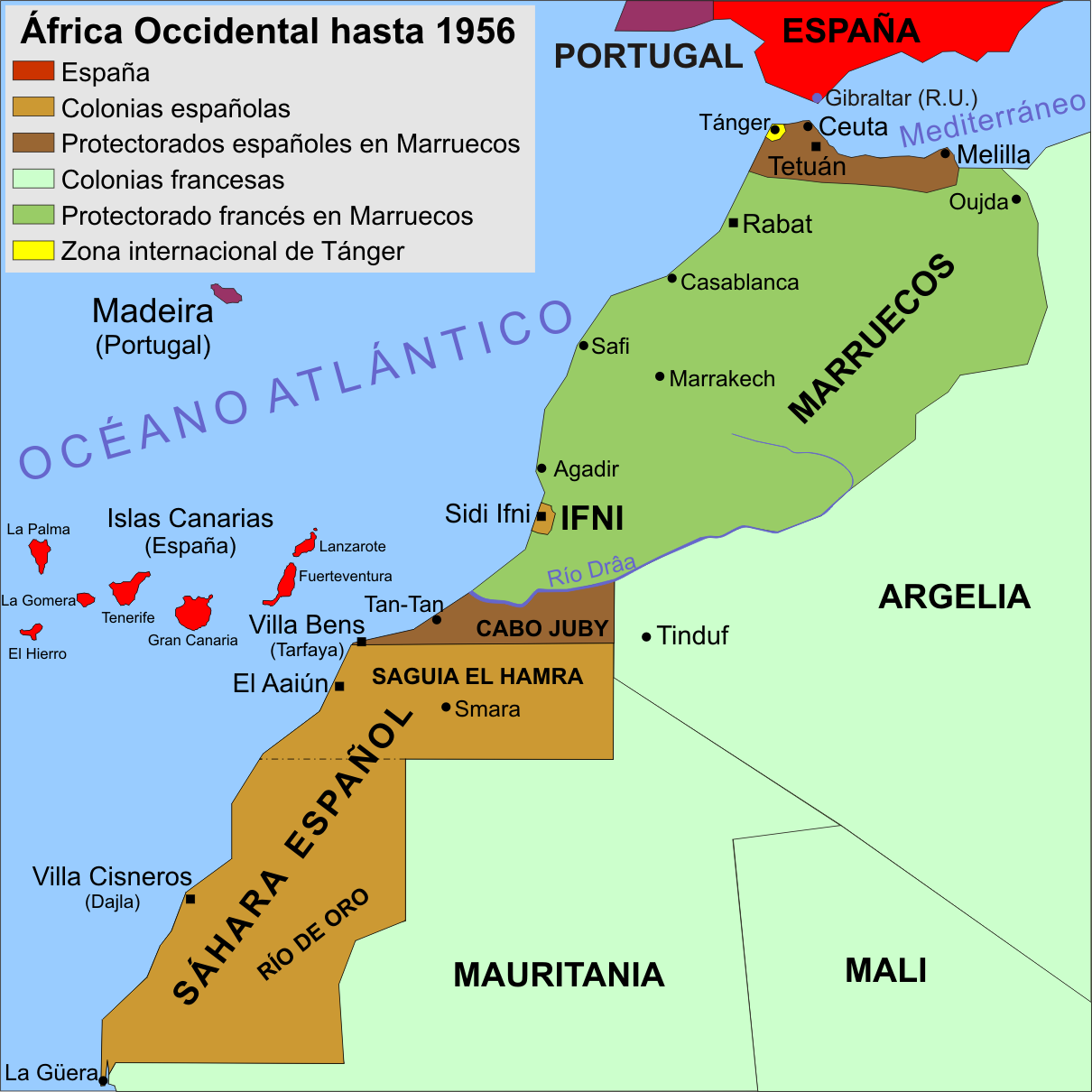
Mapa de l'antic Sahara espanyol (marró clar) i del Marroc espanyol (marró) i el Marroc francès (verd).

Tot el Gran Marroc és durant el segle xix cobejat per Espanya i França. L'any 1859 a la Guerra d'Àfrica el regne hispànic penetra territori marroquí i imposa anys seguits un acord de pau amb què n'obté un enclavament i més endavant un port. A les acaballes del segle xix, el sud del Marroc és aleshores zona insubmisa al regne i l'escocès Donald MacKenzie mira d'implantar-hi un port mercant. El canvi de rutes del comerç porten el marxant, el regne del Marroc i Mauritània a disputar-se el sud del país. Espanya intervé llavors per fer-se amb el Río de Oro, és a dir, part de l'actual Sàhara Occidental.
El Regne Unit, en defensa de la possessió escocesa, intervé i això catapulta a França, que s'interessa de cop i volta pel Marroc. Les tensions se centren al Cap Jury, regió situada entre el Sàhara Occidental i el Marroc actuals. El Regne Unit vol promoure'n la independència per tal de garantir-se aquest espai com a rereguarda contra el rei del Marroc. El tractat de 1895 estipula que "cap altra potència podrà emetre qualsevulla pretenció sobte els territoris que van des de l'Oeud Draa al Cap Bojador, designats com a Tarfaya".
Nota: l'any 1975 el Marroc presenta a la Cort Internacional de Justícia greuges amb relació a aquest acord. Argumenta que és territori marroquí però que els estats colonials europeus varen arrabassar-li sense dret.
Tot acabant el segle xix, el regne d'Espanya estableix un protectorat a Río de Oro. A la Conferència de Berlín, on els imperis europeus hi disputen el repartiment de l'Àfrica, Espanya no és escoltada i malgrat això, continua garantint les mesures adients per tal que el Sàhara Occidental es trobi en mans d'un protectorat hispànic. El Marroc queda legalment lliure de colonització però de facto és en mans de França. Aquesta signa l'any 1900 un tractat a París amb Espanya amb què es defineixen les fronteres colonials entre Espanya i França sobre territori sahrauí. El Sàhara Occidental és possessió d'Espanya, Mauritània, possessió de França.
Aquest repartiment no agrada a la població sahrauí i mauritana. Per això Maa-el-Ainin es torna en un cap religiós i opositor que mira de provocar revoltes contra el poder colonial francès i hispànic a les acaballes el segle xix.

### Guerra del Rif

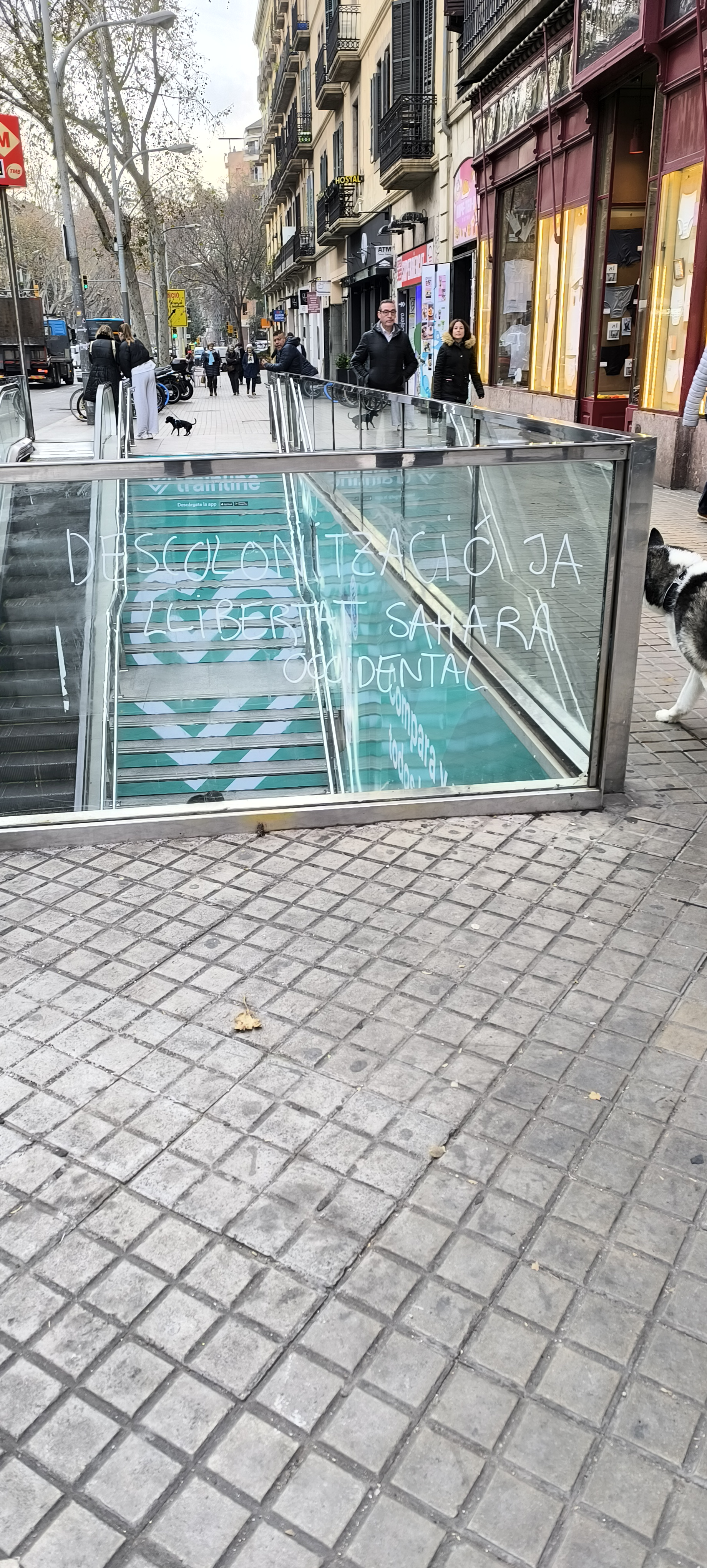
Grafit a Barcelona per la llibertat i la descolonització del Sàhara Occidental.

La presència colonial no agrada a les poblacions marroquines, sahrauís i mauritanes. Durant la Primera Guerra Mundial els britànics potencien el malestar per tal que s'aixequin contra França i Espanya. D'aquesta situació ja prou conflictiva, s'hi afegeix la guerra i, amb tot, durant l'entre-guerres, les poblacions del Marroc i el Sàhara Occidental es rebel·len contra els invasors.
La Guerra del Rif va tenir doble cara. Als Països Catalans, Catalunya es va revoltar contra Espanya atès que no volia participar en una guerra colonial, i Espanya va respondre-hi amb repressió que ha quedat marcada a la història per la Setmana tràgica. Catalunya reclama aleshores, com de fet també ho feia Andorra, l'autodeterminació. A Catalunya es parlava d'autodeterminació i federació ibèrica, a Andorra de vassallatge i república.
Tot i els intents, el Sàhara Occidental va restar en mans hispàniques. El territori manca de ser veritablement explotat. No és fins a la Segona Guerra Mundial que el regne hispànic hi millora les infraestructures amb la fi de colonitzar-ne l'interior.